# F-15 Strike Eagle
F-15 Strike Eagle è un videogioco di genere simulatore di volo militare moderno, progettato e sviluppato inizialmente da Sid Meier per Atari 8-bit e pubblicato da MicroProse nel 1984. Nel 1985-1989 uscì anche per molti altri home computer. 
Nel 1991 ne uscì una versione per sala giochi, che rappresentava l'esordio di MicroProse nel mercato delle macchine arcade; l'azienda progettò un hardware specifico con prestazioni estremamente elevate nell'animazione 3D, che avrebbe dovuto fare da base per altri giochi, ma questa linea di produzione non fu duratura (l'unico altro arcade effettivamente pubblicato da MicroProse fu Battle of the Solar System).
Nel 1992-1993 uscirono infine versioni per alcune console.
Ebbe tre seguiti, F-15 Strike Eagle II (1989, vari sistemi a 16 bit), F-15 Strike Eagle III (1992, DOS) e Super Strike Eagle (1993, SNES).

## Modalità di gioco
Il gioco simula il pilotaggio di un McDonnell Douglas F-15E Strike Eagle dal punto di vista principalmente del combattimento, in assenza anche di decollo e atterraggio. La visuale è in prima persona dalla cabina e il paesaggio è mostrato con grafica poligonale. La strumentazione di bordo include elementi HUD e un radar e una minimappa dell'intera area nella parte bassa dello schermo. Il velivolo è dotato di cannoni a corto raggio, due tipi di missili aria-aria, bombe, flare e contromisure elettroniche.
Ci sono varie missioni di difficoltà progressiva da affrontare, ambientate in paesi del Medio Oriente o in Vietnam. Gli obiettivi primari sono installazioni di terra, ma è possibile incontrare anche caccia nemici ed essere bersagliati da missili della contraerea. Si possono scegliere 4 livelli di difficoltà generale, il più semplice elimina anche il rollio quando si vira.